# Synodus saurus
Il pesce lucertola mediterraneo (Synodus saurus) è un pesce di mare della famiglia Synodontidae.

## Distribuzione e habitat
Si tratta di una specie diffusa nei settori tropicali e subtropicali di entrambi i lati dell'Oceano Atlantico, tra Gibilterra e l'Africa tropicale sulla costa est e tra le Bermuda e le Antille compreso il mar dei Caraibi su quella americana. È presente anche nel mar Mediterraneo ed è abbastanza comune nei mari italiani, specie in alcune zone. Raro nel mar Adriatico.

Questa specie frequenta esclusivamente fondi sabbiosi ma solo raramente lo si trova lungo le spiagge, preferisce i piccoli spiazzi sabbiosi tra uno scoglio e l'altro.

## Descrizione
Questo pesce ha una bocca molto grande che supera nettamente l'occhio, che è piccolo e posto assai in avanti. La bocca è fornita di molti denti acuminati di dimensioni diverse l'uno dall'altro. Il corpo è piuttosto allungato, a sezione circolare, il profilo dorsale non è interrotto all'altezza della testa e si mantiene quasi rettilineo. La pinna dorsale abbastanza avanzata e c'è una piccola pinna adiposa all'altezza della pinna anale. La pinna caudale è biloba. Le pinne pettorali sono abbastanza piccole mentre le pinne ventrali sono più grandi e poste più indietro.

Il colore del dorso è grigio sabbia o bruno, spesso con barre verticali indistinte sui fianchi ed alcune linee longitudinali azzurre o chiare. Il ventre è bianco, l'occhio è rosso o dorato. Una linea dorata segue la linea laterale.

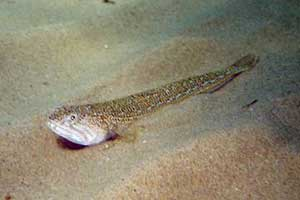
Esemplare parzialmente insabbiato

Può superare i 35 cm ma la taglia media è di 15-18 cm.

## Riproduzione
Avviene in estate, le uova e le larve sono pelagiche.

## Alimentazione
È predatore e caccia pesciolini ed invertebrati.

## Biologia
Si tratta di un pesce notturno, molto diffidente di giorno quando basta un piccolo movimento per farlo infossare nella sabbia.

## Pesca
Si cattura con le reti costiere e con le lenze innescate con vermi e crostacei. Talvolta abbocca alle lenze a traina. Le carni sono saporite, apprezzate soprattutto nel sud Italia. Di solito viene consumato in zuppa.